# Anthony Geary
Anthony Geary (Coalville (Utah), 29 mei 1947) is een Amerikaans acteur.
Geary is vooral bekend geworden dankzij de rol van Luke Spencer, een personage dat hij speelde in de televisieserie General Hospital. Ook speelde hij in dezelfde hoedanigheid een gastrol in de televisieseries Port Charles en Roseanne. Met 8 overwinningen bij de Daytime Emmy Awards in de categorie beste mannelijke hoofdrol in een dramaserie is hij recordhouder van de prijs. 
Geary brak in de jaren 70 door dankzij gastrollen in gerenommeerde series als All in the Family, The Partridge Family, Mannix, The Streets of San Francisco en Starsky and Hutch. Gedurende de jaren 80 richtte hij zich meer op films. Zo had hij rollen in Penitentiary III, You Can't Hurry Love en Crack House.

## Filmografie
- Room 222 Televisieserie - Tom Whalom (Afl., Choose One & They Lived Happily/Unhappily Ever After, 1970)
- All in the Family Televisieserie - Roger (Afl., Judging Books by Covers, 1971)
- Johnny Got His Gun (1971) - Roodhoofd
- Bright Promise Televisieserie - David Lockhart (1971-1972)
- Blood Sabbath (Televisiefilm, 1972) - David
- The Mod Squad Televisieserie - Johnson (Afl., Good Times Are Just Memories, 1972)
- The Partridge Family Televisieserie - Greg Houser (Afl., Ain't Loveth Grand?, 1972)
- Temperatures Rising Televisieserie - Scott (Afl., Panic in the Sheets, 1973)
- Mannix Televisieserie - Eddie Dekken (Afl., A Way to Dusty Death, 1973)
- Shaft Televisieserie - David Oliver (Afl., Hit-Run, 1973)
- The Young and the Restless Televisieserie - George Curtis (Afl. onbekend, 1973)
- Doc Elliot Televisieserie - Dennis Graham (Afl., The Carrier, 1974)
- Sorority Kill (Televisiefilm, 1974) - Rol onbekend
- Distant Early Warning (Televisiefilm, 1975) - Rol onbekend
- Wide World Mystery Televisieserie - Rol onbekend (Afl., Distant Early Warning, 1975)
- Marcus Welby, M.D. Televisieserie - Rol onbekend (Afl., A Passing of Torches, 1971|The Tidal Wave, 1975)
- Blue Knight Televisieserie - Rol onbekend (Afl., The Creeper, 1976)
- The Streets of San Francisco Televisieserie - Joe Markham (Afl., The Twenty-Five Caliber Plague, 1974)
- Barnaby Jones Televisieserie - Hulpsheriff Blake Jeffries (Afl., The Eyes of Terror, 1976)
- Barnaby Jones Televisieserie - Nelson Mosley (Afl., Voice in the Night, 1976)
- The Streets of San Francisco Televisieserie - Gary Jelinek (Afl., The Thrill Killers: Part 1, 1976)
- Most Wanted Televisieserie - Rol onbekend (Afl., The Driver, 1977)
- Barnaby Jones Televisieserie - Jim Anders/Wilson (Afl., Death Beat, 1977)
- The Six Million Dollar Man Televisieserie - Arta (Afl., The Lost Island, 1978)
- Starsky and Hutch Televisieserie - Delano (Afl., The Trap, 1978)
- The Return of Captain Nemo (Televisiefilm, 1978) - Bork
- Project U.F.O. Televisieserie - Darryl Biggs (Afl., Sighting 4010: The Waterford Incident, 1978)
- Fridays Televisieserie - Co-presentator (Episode 3.3, 1981)
- Antony and Cleopatra (Televisiefilm, 1983) - Octavius Caesar
- Intimate Agony (Televisiefilm, 1983) - Dr. Kyle Richards
- The Impostor (Televisiefilm, 1984) - Cade
- Sins of the Past (Televisiefilm, 1984) - Lt. Malovich
- Hotel Televisieserie - Eli Gilmour (Afl., Detours, 1985)
- Kicks (Televisiefilm, 1985) - Martin Cheevers
- Hotel Televisieserie - Phil Tanner (Afl., Second Offense, 1985)
- P.I. Private Investigations (1987) - Larry
- Disorderlies (1987) - Winslow Lowry
- Penitentiary III (1987) - Serenghetti
- Perry Mason: The Case of the Murdered Madam (Televisiefilm, 1987) - Steve Reynolds
- You Can't Hurry Love (1988) - Tony
- It Takes Two (1988) - Wheel
- Dangerous Love (1988) - Mickey
- UHF (1989) - Philo
- Night Life (1989) - John Devlin
- Do You Know the Muffin Man? (Televisiefilm, 1989) - Stephen Pugliotti
- Murder, She Wrote Televisieserie - KGB Lt. Theodore Alexandrov (Afl., From Russia...with Blood, 1989)
- High Desert Kill (Televisiefilm, 1989) - Dr. Jim Cole
- Crack House (1989) - Dockett
- Sunset Beach Televisieserie - Rol onbekend (Afl., One Down, Four Up, 1990)
- Sunset Beach (Televisiefilm, 1990) - Rol onbekend
- Murder, She Wrote Televisieserie - Eric Grant (Afl., Hannigan's Wake, 1990)
- Scorchers (1991) - Priester
- Night of the Warrior (1991) - Lynch
- Whistlestop Girl (1993) - Andy
- Roseanne Televisieserie - Luke Spencer (Afl., Suck Up or Shut Up, 1994, niet op aftiteling)
- Luke and Laura, Vol.1: Lovers on the Run (Televisiefilm, 1994) - Presentator/Luke Spencer
- Luke and Laura, Vol.2: Greatest Love of All (Televisiefilm, 1995) - Presentator/Luke Spencer
- Burke's Law Televisieserie - Clayton Cole (Afl., Who Killed the Centerfold?, 1995)
- Port Charles Televisieserie - Luke Spencer (Episode 22 juni 1998)
- Teacher's Pet (2004) - John/Juan (Stem)
- Carpool Guy (2005) - Carpool Guy
- General Hospital Televisieserie - Luke Spencer (87 afl., 1991-2007)

- Biblioteca Nacional de España: XX4738275
- International Standard Name Identifier: 0000 0001 1859 5549
- Library of Congress Control Number: no2013119722
- SNAC: w6w79cqp
- Virtual International Authority File: 169768898
- WorldCat: E39PBJx4mmq4MyKkt9y6BkXjmd